# Wegkreuz (Riedenberg, Sinntalstraße 16)

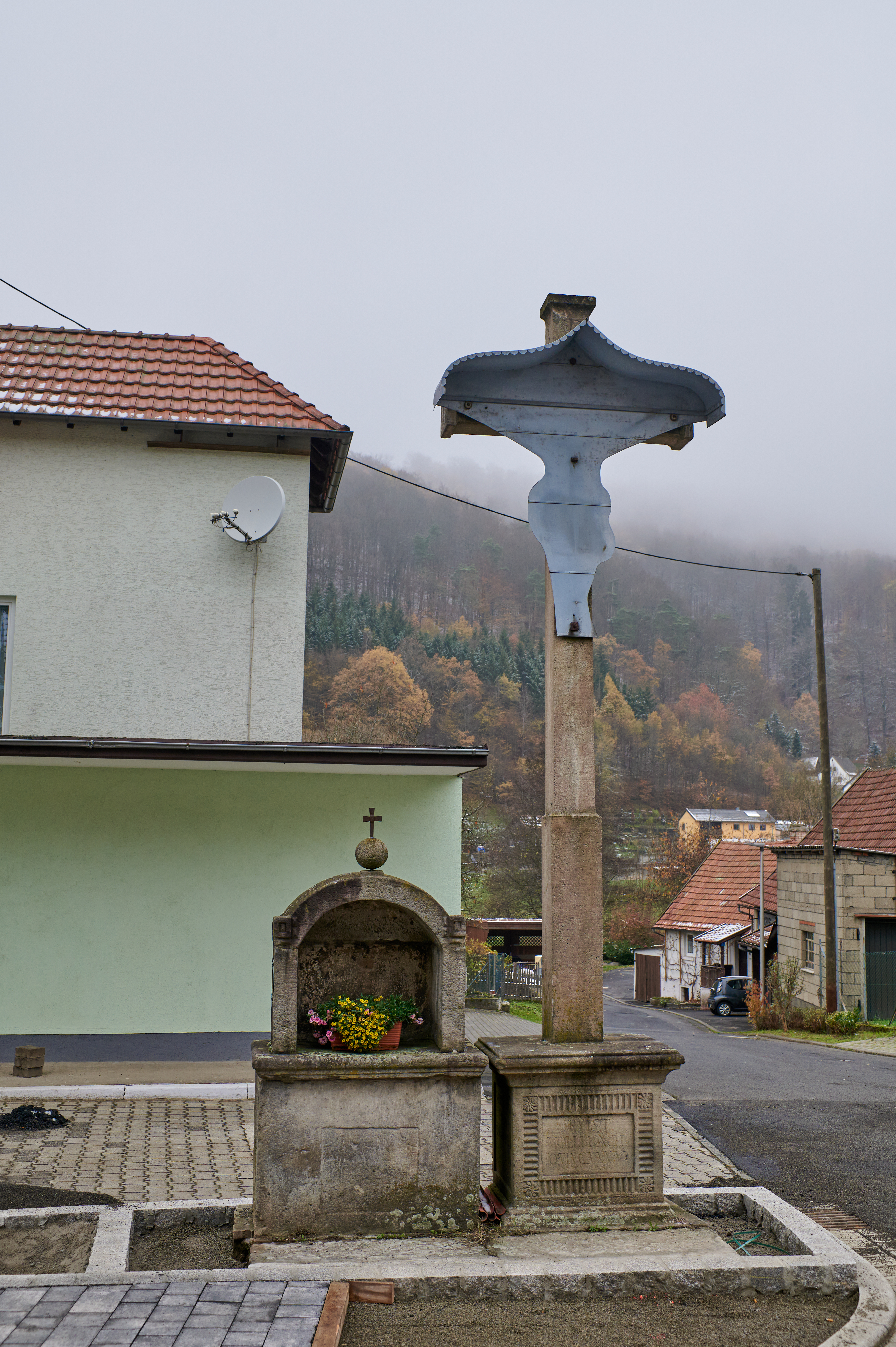
Wegkreuz, Riedenberg, Sinntalstraße 16

Das Wegkreuz in der Sinntalstraße 16 ist ein Flurdenkmal in Riedenberg, einer Gemeinde im unterfränkischen Landkreis Bad Kissingen, und befindet sich in der Sinntalstraße 16 neben dem Prozessionsaltar von 1751. Der Bildstock gehört zu den Baudenkmälern von Riedenberg und ist unter der Nummer D-6-72-145-9 in der Bayerischen Denkmalliste registriert.

## Beschreibung
Das Wegkreuz entstand im Jahr 1839.
Das Kreuz besteht aus einem schweren Tischsockel mit Fuß- und Deckplatte, einem sich verjüngenden Stamm und Querbalken mit hervortretenden Seitenbegrenzungen.
Der detailreich geschnitzte Holzkorpus stammt von 1923 und ist durch ein kielbogiges Blechdach geschützt. Geschnitzt wurde es von dem Riedenberger Schreinermeister Edmund Schumm, der in der Bischofsheimer Holzschnitzschule ausgebildet worden war. Der Corpus wurde in den Jahren 1985 und 1986 von seinem Sohn Elmar gemeinsam mit Ludwig Stephan restauriert.
Der Sockel trägt vorne die Inschrift:

„ES IST

VOLLBRACHT

IOXIXCXXV

(?)“

Links steht die Inschrift:

„VERFERDIGT

VON

IAKOB NEULAND

1839“